# Tipometría

Medidas de un tipo metálico.

Se llama tipometría al área de la Tipografía que tiene por objetivo la medición de los signos tipográficos y sus espacios. Tradicionalmente su definición correspondía la medición de los tipos de metal usados en la composición tipográfica manual que se realizaba mediante letras de metal tipográfico. Por extensión, se utiliza en la actualidad para medir todo lo relacionado con la tipografía, aunque ésta sea en soporte digital o su impronta en papel.
Esta forma de medida se basa en los antiguos sistemas de medida duodecimales, pero que en función de la zona geográfica o histórica toman como referencia de partida medidas diferentes. Tradicionalmente, las medidas de los tipos de metal y de los documentos tipográficos se realizaban con la ayuda de una herramienta llamada tipómetro, pero hoy en día la mayoría de las medidas para la impresión se realizan en preimpresión, directamente en el ordenador.
Actualmente, la unidad de medición más utilizada en Tipografía es el punto PostScript, también llamado Punto DTP (Digital Technology Point).
Hasta el surgimiento de la tipografía digital, el sistema más utilizado era el llamado punto anglo-americano, basado en la pulgada anglosajona (2,54 mm).
La unidad mínima se conoce por punto, y en el caso del sistema anglo-americano, equivale a 0,351 milímetros.
Cada 12 puntos se establece la unidad de medida conocida como pica, mientras que cada 12 puntos Didot se establece la unidad conocida como cícero.
Su implementación en la imprenta permitió contar con un sistema de medidas exactas para pequeñas longitudes, dado que su unidad está basada en enteros y no en fracciones decimales, y por lo tanto fue útil para construir formas que requerían su cuenta regular de los elementos que intervenían a la hora de crear una forma tipográfica.

## Medidas del tipo metálico
CuerpoEs la medida en dirección de la altura de la letra. Es común para todo un juego de letras.
ProsaEstá relacionado con la anchura de la letra. Varía para todas las letras excepto para los tipos monoespaciados, en los que es igual. En muchos tipos de letra aunque no sean monoespaciados los dígitos sí que tienen la misma prosa.
Altura de tipoEs la altura del tipo de letra metálico. Al contrario que las otras dos medidas no tiene equivalente en la tipografía digital. Hasta mediados del siglo XVIII no se normalizó esta medida y cada imprenta o región usaban una altura diferente. La altura normalizada fue de 23,566 milímetros.
A partir de los sucesivos cambios tecnológicos que modificaron los procesos de producción tipográfica se pasó del tipo móvil a la tecnología digital. Para la medición de la letra digital se adoptó como unidad de referencia el punto PostScript, aunque ocasionalmente también se utilizan unidades como emes, picas, píxeles o milímetros, entre otros sistemas de medición.

## Medidas intuitivas anteriores a Fournier
Antes de la imposición de los diversos sistemas de medición los cuerpos recibían un nombre. Éstos eran arbitrarios y a la larga resultaron confusos; la tipometría moderna los desplazó con rapidez. 
Según Morato, p. 310, estos son los nombres con sus equivalencias:
| ANTIGUAS DENOMINACIONES | FOURNIER - Puntos |
| ----------------------- | ----------------- |
| Diamante                | 4                 |
| Perla                   | 4                 |
| Parisiena               | 4                 |
| Nomparela               | 6                 |
| Miñona o glosilla       | 7                 |
| Gallarda                | 8                 |
| Breviario               | 8                 |
| Filosofía o entredós    | 11                |
| Lectura chica           | 11                |
| Lectura o Cícero        | 12                |
| San Agustín             | 12                |
| Texto                   | 14                |
| Texto gordo             | 16                |
| Parangona               | 18                |
| Misal                   | 20                |

Por su parte Updike publicó en la p. 27 del volumen 1 una completa tabla referida a la imprenta de varios países; se traduce las cabeceras de columnas:
| N.º de puntos | Inglés              | Francés                    | Alemán           | Holandés                             | Italiano       | Español      |
| ------------- | ------------------- | -------------------------- | ---------------- | ------------------------------------ | -------------- | ------------ |
| 48 puntos     | Canon               | Double Canon               | Kleine Missal    | Parys Kanon                          | Reale          |              |
| 44 puntos     | 2-line Double Pica  | Gros Canon                 | Große Canon      | Groote Kanon                         | Corale         | Canon Grande |
| 36 puntos     | 2-line Great Primer | Trismegiste                | Kleine Canon     | Kanon                                | Canone         | Canon        |
| 28 puntos     | 2-line English      | Petit Canon                | Doppel Mittel    | Dubbelde Augustyn                    | Sopracanoncino | Peticano     |
| 24 puntos     | 2-line Pica         | Palestine                  | Roman            | Dubbelde Mediaan                     | Canoncino      |              |
| 22 puntos     | Double Pica         | Gros Parangon              | Text o Secunda   | Dubbelde Descendiaan (o Ascendonica) | Ascendonica    | Misal        |
| 20 puntos     | Paragon             | Petit Parangon             | Parangon         | Parangon                             | Parangone      | Parangona    |
| 18 puntos     | Great Primer        | Gros Romain                | Tertia           | Text                                 | Testo          | Texto        |
| 14 puntos     | (Large English)     | Gros Texte                 | Große Mittel     |                                      | Soprasilvio    |              |
| 14 puntos     | English             | Saint-Augustin             | Kleine Mittel    | Augustyn                             | Silvio         | Atanasia     |
| 12 puntos     | Pica                | Cicéro                     | Cicero           | Mediaan                              | Lettura        | Lectura      |
| 11 puntos     | Small Pica          | Philosophie                | Brevier          | Descendiaan                          | (Filosofía)    |              |
| 10 puntos     | Long Primer         | Petit Romain               | Corpus o Garmond | Garmond                              | Garamone       | Entredós     |
| 9 puntos      | Burgueois           | Gaillarde                  | (Borgis)         | Bourgeois o Galjart                  | Garamoncino    |              |
| 8 puntos      | Brevier             | Petit Texte                | Petit o Jungfer  | Brevier                              | Testino        | Breviario    |
| 7 puntos      | Minion              | Mignone                    | Colonel          | Colonel                              | Mignona        | Glosilla     |
| 6 puntos      | Nonpareil           | Nonpareille                | Nonpareille      | Nonparel                             | Nompariglia    | Nompareli    |
| 5 puntos      | Pearl               | Parisienne o Sedan / Perla | Perl             | Joly / Peerl                         | Parmigianina   |              |
| 4 1/2 puntos  | Diamond             | Diamant                    | Diamant          | Robijn / Diamand                     |                |              |

En el caso de España es raro que deje de mencionar varios cuerpos, dada su afición a la imprenta española. Luego en páginas siguientes reproduce tabla de equivalencias de Fournier y otros, que dan más nombres para la imprenta en Francés. En las páginas del volumen II dedicadas a la imprenta española (45-80) desgrana otros nombres y reproduce muestrarios. 
Antonio Serra y Oliveres publicóuna lista de tamaños que se reproduce en un artículo accesibleen el sitio web UnosTiposDuros. Ésta es la lista de Serra:
| Denominación           | Tamaño aproximado en puntos Didot: |
| ---------------------- | ---------------------------------- |
| Diamante               | 3                                  |
| Perla                  | 4                                  |
| Parisiena              | 5                                  |
| Nomparell              | 6                                  |
| Miñona o Glosilla      | 7                                  |
| Gallarda               | 8                                  |
| Breviario              | 9                                  |
| Entredós o Filosofía   | 10                                 |
| Lectura chica o Cícero | 11                                 |
| Cícero o Lectura       | 12                                 |
| San Agustín o Atanasia | 13                                 |
| Texto                  | 14                                 |
| Texto Gordo            | 16                                 |
| Parangona              | 17,8                               |
| Gran Parangón          | 18-20                              |
| Palestina              | 22                                 |
| Canon Chico            | 26                                 |
| Trimegista             | 32                                 |
| Gran Canon             | 42                                 |
| Doble Canon Chico      | 52                                 |
| Doble Canon            | 56                                 |
| Triple Canon           | 72                                 |
| Gran Nomparell         | 115                                |
| Gran Diamante          | 138                                |

El grabador del siglo XVIII Gerónimo Gil abrió un grado de cerca de tres puntos al que llamó alternativamente Ala de mosca y Plus-Ultra.